# Calamus diepenhorstii
Calamus diepenhorstii är en enhjärtbladig växtart som beskrevs av Friedrich Anton Wilhelm Miquel. Calamus diepenhorstii ingår i släktet Calamus och familjen Arecaceae.

## Underarter
Arten delas in i följande underarter:
- C. d. diepenhorstii
- C. d. exulans
- C. d. major